# Turricula gemmulaeformis
Turricula gemmulaeformis é uma espécie de gastrópode do gênero Turricula, pertencente a família Clavatulidae.